# المذابح خلال حرب الاستقلال اليونانية

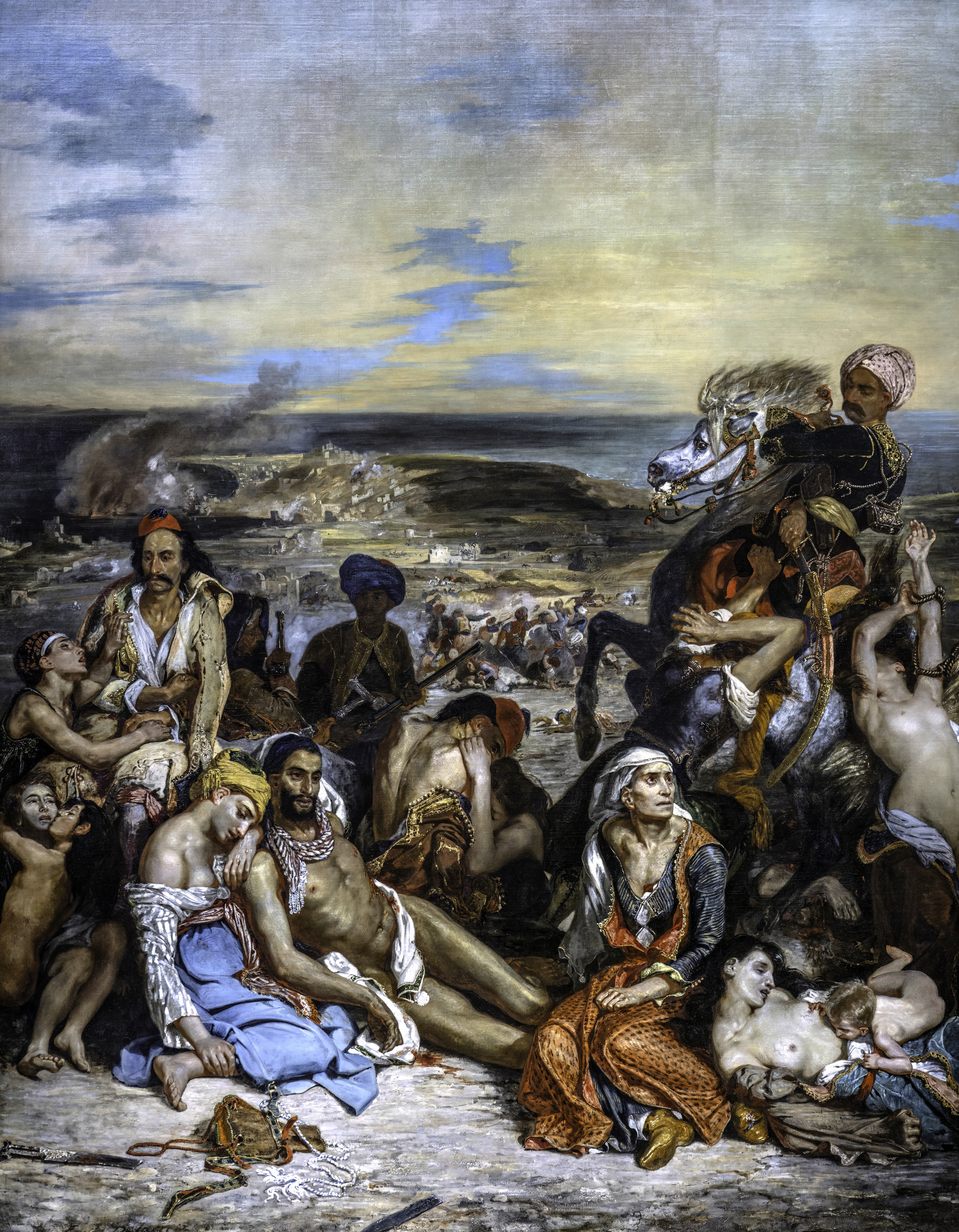
لوحة مذبحة خيوس ليوجين لاكروا

ارتكبت كل من القوات العثمانية والثوار اليونانيين مذابح عديدة خلال حرب الاستقلال اليونانية منذ عام 1821 وحتى عام 1829. اتسمت الحرب بانعدام احترام الحياة المدنية وأسرى الحرب على جانبي الصراع. وقعت مذابح اليونانيين بشكل خاص في إيونية، وكريت، والقسطنطينية، ومقدونيا، والجزر الإيجية. عانى السكان الأتراك، والألبان، واليونانيون، واليهود، الذين ارتبطوا مع العثمانيين الذين سكنوا البيلوبونيز، من المذابح، لا سيما حيث هيمنت القوات اليونانية. أبيدت المجتمعات اليونانية المستقرة في بحر إيجة، وكريت، ووسط وجنوب اليونان، ودُمرت المجتمعات المستقرة التركية، والألبانية، واليونانية، واليهودية الأصغر في البيلوبونيز.

## مذابح اليونانيين

### القسطنطينية
ذُبِح معظم اليونانيين في الحي اليوناني من القسطنطينية. في يوم عيد الفصح، 9 أبريل 1821، شنق العثمانيون غريغوري الخامس في البوابة الخارجية المركزية للبطريركية المسكونية. شوهت جثته وألقيت في البحر، حيث انتشلها البحارة اليونانيين. بعد أسبوع، شُنق البطريرك المسكوني السابق سيريل السادس على بوابة كاتدرائية أدريانوبل. وأعقب ذلك إعدام السلطات التركية لمطرانين و12 أسقفًا. بحلول نهاية أبريل، قُطع رأس عدد من الإغريق البارزين من قبل القوات التركية في القسطنطينية، من بينهم قسطنطين مورسيس، وليفيديس ساليكيس، وديميتريوس بابريغوبولوس، وأنطونيوس تسوراس، والفناري بيتروس تسيغريس، وديميتريوس سكانافيس، ومانويل هوتزيريس، لكنهم شنقوا جورجيوس مافروكورداتوس. في مايو، قُطع رأس المطارنة جورجيوس من ديركون، دوروثيوس من أدريانوپل، إيونكيوس من تيرنافوس، جوزيف من ثيسالونيكي، والفناري جورجيوس كاليمكي، ونيكولاوس موروسيس بأوامر السلطان محمود الثاني في القسطنطينية.

### الجزر الإيجية
دمر الأتراك والمصريون العديد من الجزر اليونانية خلال الثورة اليونانية، بما في ذلك جزر ساموثراكي عام 1821، وخيوس عام 1822، وكوس، ورودس، وكاسوس، وبسارا عام 1824. وقعت مذبحة ساموثراكي في 1 سبتمبر عام 1821، إذ قتل الأسطول التركي بقيادة قبطان باشا نسوزيد علي باشا معظم السكان الذكور، وأخذ النساء والأطفال كعبيد وأحرقوا منازلهم. أصبحت مذبحة خيوس عام 1822 واحدة من أكثر حوادث الحرب ذات السمعة السيئة. أرسل محمد علي، باشا مصر، أسطوله إلى كاسوس، الذي قتل السكان في 27 مايو عام 1824. بعد بضعة أسابيع، دمر الأسطول بقيادة خسرو باشا سكان بسارا.

### وسط اليونان
بعد وقت قصير من وفاة اللورد بايرون في عام 1824، وصل الأتراك وحاصروا اليونانيين مرة أخرى في ميسولونغي. انضم القائد التركي رشيد محمد باشا إلى إبراهيم باشا، الذي عبر خليج كورنث، وخلال النصف الأول من عام 1826، جلب إبراهيم المزيد من المدفعية والإمدادات. ومع ذلك، لم يتمكن رجاله من اقتحام الجدران، وفي عام 1826 بعد حصار دام عامًا واحدًا، غزت القوات التركية والمصرية المدينة في أحد الشعانين، وقضت على جميع سكانها تقريبًا. زاد الهجوم من دعم القضية اليونانية في أوروبا الغربية، إذ رسم أوجين ديلاكروا المذبحة في لوحته اليونان على أطلال ميسولونغي.

### كريت
خلال مذبحة هيراكليون العظيمة في 24 يونيو 1821، التي تُذكر في المنطقة باسم «الخراب العظيم»، قتل الأتراك مطران كريت، جيراسيموس بارداليس، وخمسة أساقفة آخرين: نيوفيتوس من كنوسوس، وجاكيم من هيرونيسوس، وليراثيوس من لامبيس، وزكريا من سيتيا وكالينيكوس الأسقف الفخري لديوبوليس.
بعد إرسال تابع السلطان في مصر للتدخل مع الأسطول المصري في عام 1825، حط ابن محمد علي، إبراهيم، في جزيرة كريت وبدأ بذبح غالبية الجالية اليونانية.

### قبرص
في يوليو 1821 أعدم العثمانيون رئيس أساقفة الكنيسة القبرصية الأرثوذكسية كيبريانوس، إلى جانب 486 من القبارصة اليونانيين البارزين، من بينهم المطارنة كريسنتثوس من بافوس، ميليتوس من كتيون، و لفرنتيوس من كيرينيا، إما شنقًا أو بقطع الرأس في نيقوسيا.
أفاد القنصل الفرنسي إم. ميشن في 15 سبتمبر 1821 أن الباشا المحلي، كوتشوك محمد، ارتكب مذابح في قبرص منذ 9 يوليو واستمر لمدة أربعين يومًا، على الرغم من أمر الوزير بإنهاء النهب منذ 20 يوليو 1821. في 15 أكتوبر احتجز حشد كبير من القبارصة الأتراك رئيس الأساقفة، وخمسة أساقفة، وستة وثلاثين كاهنًا وشنقوهم، وشنقوا معظم القبارصة اليونانيين في لارنكا والمدن الأخرى. بحلول سبتمبر وأكتوبر 1822، اختفت تمامًا 62 قريةً ونجعًا من القبارصة اليونانيين بالكامل، وذُبِح العديد من الناس، بما في ذلك رجال الدين.